# جيمي إيفانز
جيمي إيفانز (بالإنجليزية: Jimmy Evans)‏ (29 نوفمبر 1894 في المملكة المتحدة - 1 يناير 1975) هو لاعب كرة قدم بريطاني (وحمل سابقاً جنسية المملكة المتحدة لبريطانيا العظمى وأيرلندا) في مركز الوسط. شارك مع منتخب ويلز لكرة القدم. أما مع النوادي، فقد لعب مع سوانزي سيتي ونادي بيرنلي ونادي ساوثيند يونايتد.